# Nederländska Antillernas Davis Cup-lag
Nederländska Antillernas Davis Cup-lag styrdes av Nederländska Antillerna tennisförbund och representerade Nederländska Antillerna i tennisturneringen Davis Cup. Nederländska Antillerna debuterade i sammanhanget 1998 och nådde bland annat semifinalspelet i Amerikazonens Grupp II.